# 존 카일

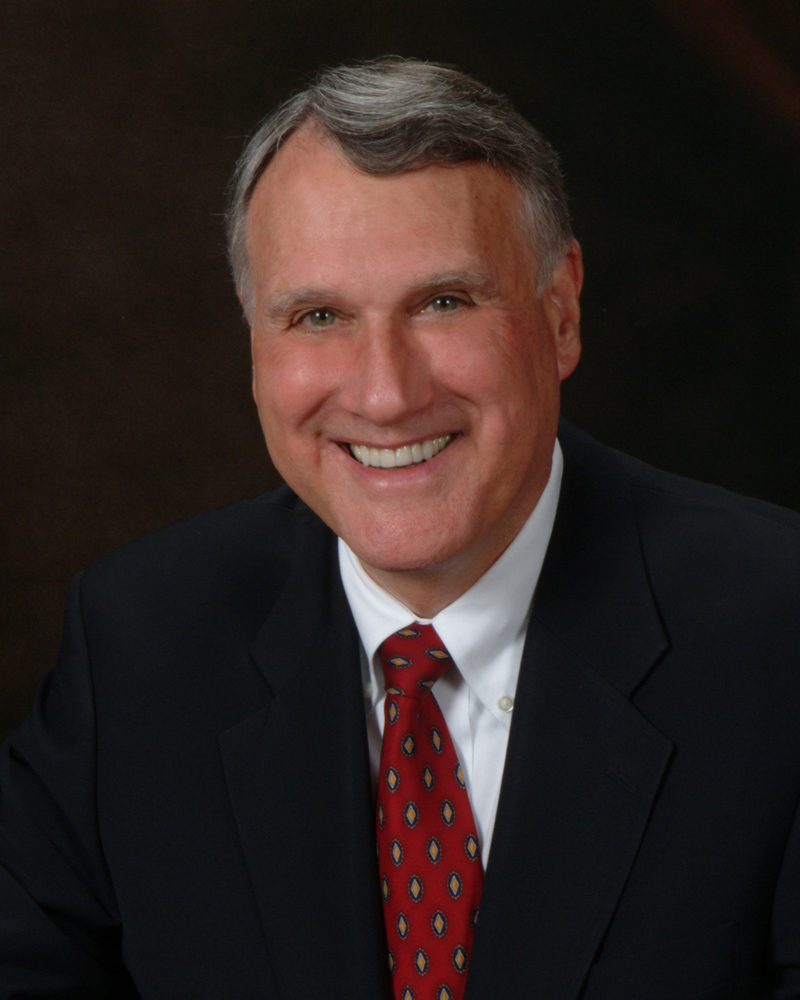
존 카일의 모습

존 카일 (Jon Llewellyn Kyl, 1942년 4월 25일 ~ )은 애리조나주를 대표하는 신진 공화당 상원의원이다. 현재 당의 규율을 유지하는 원내부총무 (minority whip)를 맡고 있다. 1986년에 하원으로, 그 후 1994년에 상원으로 출마하였다. 1995년부터 상원의원으로 재임중이다. 카일은 타임지가 선정한 2010년 세계에서 가장 영향력 있는 인물 100인 중 한 명으로 뽑혔다. 그는 북한에 대하여 강경한 입장을 유지하고 있으며 그의 이런 생각으로 인해 2011년 9월 현재 주한미국대사로 내정된 성 김의 한국 부임이 늦어지고 있다.

## 역대 선거 결과
| 선거명      | 직책명                        | 대수  | 정당   | 득표율 | 득표수      | 결과 | 당락                     |
| ----------- | ----------------------------- | ----- | ------ | ------ | ----------- | ---- | ------------------------ |
| 1986년 선거 | 하원의원 (애리조나 제4선거구) | 100대 | 공화당 | 64.58% | 121,939표   | 1위  | 애리조나주 하원의원 당선 |
| 1988년 선거 | 하원의원 (애리조나 제4선거구) | 101대 | 공화당 | 87.14% | 206,248표   | 1위  | 애리조나주 하원의원 당선 |
| 1990년 선거 | 하원의원 (애리조나 제4선거구) | 102대 | 공화당 | 61.34% | 141,843표   | 1위  | 애리조나주 하원의원 당선 |
| 1992년 선거 | 하원의원 (애리조나 제4선거구) | 103대 | 공화당 | 59.20% | 156,330표   | 1위  | 애리조나주 하원의원 당선 |
| 1994년 선거 | 상원의원 (애리조나 제1부)     | 104대 | 공화당 | 53.71% | 600,999표   | 1위  | 애리조나주 상원의원 당선 |
| 2000년 선거 | 상원의원 (애리조나 제1부)     | 107대 | 공화당 | 79.32% | 1,108,196표 | 1위  | 애리조나주 상원의원 당선 |
| 2006년 선거 | 상원의원 (애리조나 제1부)     | 110대 | 공화당 | 53.34% | 814,398표   | 1위  | 애리조나주 상원의원 당선 |